# ギン
『ギン』は、大久保海太通算2枚目のアルバム。2000年7月5日発売。発売元は アンティノス・レコード。

## 解説
シングル「僕等の心臓」（1999.11.20、TBS系アニメ『未来少年コナンII タイガアドベンチャー』エンディング・テーマ）、先行シングル「スウェイ」（2000.4.5）と「旅立ちジェット」（2000.6.7、TBS系『COUNT DOWN TV』オープニング・テーマ）を含む、セカンド・アルバム。本人コメントが視聴可能なCDエキストラ付きの仕様でリリースされた。CD帯のコピーは、「アナタの心にギンの糸を垂らしましょう、このうたが伝わって落ちていきますように。」。
CDジャケットでは少女のモデルを起用。本人は裏ジャケットで横顔で掲載されている。ブック型の歌詞カードの他、ディスコグラフィ等や開催ライヴ情報を掲載した広告チラシが封入。
7月1日からは全国23か所で「ヒトリOKUBO★ピン」ツアーを開催し、2年目となった海の日ワンマンライヴ終了後には本アルバムに連動した全国ツアー「チームOKUBO★ギン」が展開された。
ラスト・ナンバーの後にシークレット・トラックが収録されている。CDパッケージでの販売は終了しているが、音楽配信サービスでの購入が可能である（2008年現在）。

## 収録曲
1. 自分で歩く　　（3:42）
  - 作詞・作曲: 大久保海太
2. 旅立ちジェット　　（4:25）
  - 作詞・作曲: 大久保海太
3. バギー　　（3:41）
  - 作詞・作曲: 大久保海太

"バギー" とは「バギーカー」のこと。
4. 鮮やかだ　　（6:17）
  - 作詞・作曲: 大久保海太
5. 世界は二人の為に　　（3:51）
  - 作詞・作曲: 大久保海太
6. 僕等の心臓　　（5:29）
  - 作詞・作曲: 大久保海太
7. ジャズマスター　　（4:26）
  - 作詞・作曲: 大久保海太

タイトルはギターの名称から。ギターについては「フェンダー・ジャズマスター」を参照されたい。
8. 美しい土　　（4:53）
  - 作詞・作曲: 大久保海太
9. つばめ ～ヴァージョン・冬～　　（5:12）
  - 作詞・作曲: 大久保海太

4テイク目が採用されたので、ヴァージョン名が4番目の季節「冬」になったと当時のインタビューで語っている。
10. スウェイ　　（5:26）
  - 作詞・作曲: 大久保海太
11. メイミー　　（11:46[2]）
  - 作詞・作曲: 大久保海太

※編曲者の表記はなし。

## 関連作品
- 僕等の心臓/カナリヤ
- スウェイ
- 旅立ちジェット
- タンバリン (大久保海太の映像作品)